# Seznam písní Rammstein
Toto je seznam písní německé kapely Rammstein.

## A
- Adieu
- Adiós
- Alter Mann
- Amerika
- Amour
- Angst
- Armee der Tristen
- Asche zu Asche
- Ausländer

## B
- Benzin
- Bestrafe mich
- B******** (Bückstabü)
- Bück dich

## D
- Dalai Lama
- Das alte Leid
- Das Modell
  - Jedná se o coververzi skladby Das Model. Skladba je původně od kapely Kraftwerk a byla vydána na albu The Man Machine.
- Der Meister
- Deutschland
- Diamant
- Dicke Titten
- Donaukinder
- Du hast
- Du riechst so gut

## E
- Eifersucht
- Ein Lied
- Engel

## F
- Feuer und Wasser
- Feuer Frei!
- Feuerräder
  - Skladba byla vydána na singlu Engel (Fan Edition)
- Frühling in Paris
- Führe mich
- Fünf Viertel (5/4)
  - Skladba byla vydána na singlu Mutter.

## G
- Gib mir deine Augen
  - Skladba byla vydána na singlu Mein Herz brennt.
- Giftig

## H
- Haifisch
- Halleluja
  - Skladba byla skrytě vydána na albu Mutter a na singlu Links 2-3-4.
- Hallomann
- Halt
- Heirate mich
- Helden
  - Skladba je od skupiny Apocalyptica kde Till hostoval jako zpěvák.
- Herzeleid
- Hilf mir

## I
- Ich tu dir weh
- Ich will

## K
- Keine Lust
- Klavier
- Kokain
  - Skladba byla vydána na singlu Das Modell.
- Küss mich (Fellfrosch)

## L
- Laichzeit
- Liebe ist für alle da
- Liese
- Links 2-3-4
- Los
- Lügen

## M
- Mann gegen Mann
- Mehr
- Mein Herz brennt
- Mein Land
- Mein Teil
- Meine Tränen
- Morgenstern
- Moskau
- Mutter

## N
- Nebel

## O
- Ohne dich
- OK

## P
- Pet Sematary
  - Skladba byla vydána na singlu Ich will.
- Puppe
- Pussy

## R
- Radio
- Ramm4
- Rammlied
- Rammstein
- Rein raus
- Reise, Reise
- Rosenrot
- Roter Sand
- Roter Sand (Orchester Version)

## S
- Schwarz
- Schwarzes Glas
- Schtiel
  - Jedná se o coververzi. Skladba je původně od kapely Aria.
- Seemann
- Sehnsucht
- Sex
- Sonne
- Spieluhr
- Spring
- Stein um Stein
- Stirb nicht vor mir (Don't Die Before I Do)
- Stripped
  - Jedná se o coververzi skladby Stripped. Skladba je původně od kapely Depeche Mode a byla vydána na albu Black Celebration.

## T
- Tattoo
- Te quiero puta!
- Tier

## V
- Vergiss uns nicht
  - Skladba byla vydána na singlu Mein Land.

## W
- Waidmanns Heil
- Was ich liebe
- Weißes Fleisch
- Weit weg
- Wiener Blut
- Wilder Wein
  - Skladba byla vydána na singlu Engel (Fan Edition).
- Wo bist du?
- Wollt ihr das Bett in Flammen sehen?
- Wut Will Nicht Sterben

## Z
- Zeig dich
- Zeit
- Zerstören
- Zick Zack
- Zwitter